# Cecilie Løveid
Cecilie Løveid (Mysen, 21 de agosto de 1951) fue una escritora, dramaturga y poetisa noruega, considerada como una de las principales exponentes del teatro moderno nórdico. Una de sus primeras publicaciones fue Most en 1972. En 1990 recibió el Premio Dobloug de la Academia Sueca y el Prix Italia.

## Obras

### Obras de teatro
- Mannen som ville ha alt – radioteatro (1977)
- Hvide Lam og Lille Tigerinde – radioteatro (1980)
- Du, bli her! – radioteatro (1980)
- Kan du elske? – serie de televisión (1982)
- Måkespisere – radioteatro (1983)
- Vinteren rivnar – obra de teatro (1983)
- Sug – performance (1983)
- Lydia – radioteatro (1984)
- Dusj – ópera (1984)
- Balansedame: fødsel er musikk – obra de teatro (1984)
- Titanic – skipet som ikke kunne synke – performance (1985)
- Vift – radioteatro (1985)
- Madame Butterfly on the Beach – obra de teatro (1985)
- Fornuftige dyr – obra de teatro (1986)
- Sete Sange – performance (1986)
- Fødsel er musikk – radioteatro (1988)
- Dobbel Nytelse – obra de teatro (1988)
- Reise med båt uten båt – drama musical (1989)
- Da-Ba-Da – espectáculo de danza (1990)
- Badehuset – performance (1990)
- Tiden mellom tidene eller Paradisprosjektet – obra de teatro (1991)
- Barock Friise eller Kjærligheten er en større labyrint – obra de teatro (1993)
- Konsekvens – espectáculo de danza (1993)
- Maria Q – obra de teatro (1994)
- Rhindøtrene – obra de teatro (1996)
- Østerrike – obra de teatro (1998)
- Sapfokjolen, eller Det hvite smykket som opphever mørket – radioteatro (1998)
- Kattejomfruen – obra de teatro (2001)
- Visning – obra de teatro (2005)

### Prosa
- Most – novela (1972)
- Tenk om isen skulle komme – novela (1974)
- Alltid skyer over Askøy – textos (1976)
- Mørkets muligheter – (1976)
- Fanget villrose – (1977)
- Sug – novela (1979)
- Badehuset – texto y foto (1990) (junto a Lisbeth Bodd og Asle Nilsen)

### Poesía
- Mykt glass (1999)
- Spilt. Nye dikt (2001)
- Gartnerløs (2007)
- Nye ritualer (2008)
- Svartere bunader (2010)
- Flytterester (2012)
- Dikt 2001-2013 (2013)

### Literatura infantil
- Lille Pille og Lille Fille i Den Dype Skogs Teater – literatura infantil y juvenil (1990) (ilustrado por Hilde Kramer)
- Hund får besøk – literatura infantil y juvenil (1993) (ilustrado por Marek Woloszyn)
- Den dype skogs teater – literatura infantil y juvenil (1998) (ilustrado por Hilde Kramer)
- Den dype skogs ballett – literatura infantil y juvenil (1998) (ilustrado por Hilde Kramer)
- Den riktige vind: obra de teatro for barn – obra de teatro (1999)
- Fars ansikt – literatura infantil y juvenil (2000) (ilustrado por Akin Düzakin)